# 샤바니 농다
샤바니 농다(Shabani Nonda, 1977년 3월 6일 ~ )는 부룬디에서 태어난 콩고 민주 공화국의 전 축구 선수이다. 탄자니아의 영 아프리칸스 SC의 유스 팀에 있었으며 남아프리카 공화국의 축구 팀 발 프로페셔널즈에서 데뷔했다. 이후 AS 모나코, AS 로마, 블랙번 로버스 FC 등에서 뛴 후 갈라타사라이 SK에서 끝으로 은퇴했다.